# 南部利克
南部 利克（なんぶ としなり、明治6年（1873年）10月17日 – 昭和25年（1950年）5月6日）は、戦前日本の華族（子爵）。旧八戸藩南部家の12代当主。

## 生涯
明治6年（1873年）、陸奥盛岡藩主・南部利剛の十一男として生まれる。明治11年（1878年）に姉の麻子の養子となり、同年5月17日に4歳で八戸南部家の家督を継ぐ。明治13年（1880年）に従五位に叙せられる。明治17年（1884年）に子爵となった。慶應義塾幼稚舎を経て大学部まで進む。明治26年（1893年）、水野忠敬の長女銓子と結婚する。宮内省に出仕して式部官を務めた。

## 栄典
- 1903年（明治36年）12月11日 - 従四位[2]
- 1910年（明治43年）12月27日 - 正四位[3]
- 1919年（大正8年）1月10日 - 従三位[4]
- 1928年（昭和3年）1月16日 - 正三位[5]

## 家族
- 妻・銓子 - 子爵水野忠敬の長女
- 長男 南部信克[6] - 妻の章子は桜井忠胤の長女[7]。
- 長女 柳沢陽子 - 柳沢徳忠長男柳沢徳鄰妻[6]
- 二男 井上正鑑（旧名・信鑑） - 子爵井上正順長男井上正言嗣[6]
- 三男 松平直鑑（旧名・信鎮） - 子爵松平直静の子松平直幹養子（長女の夫）[6][8]
- 四男 島津久英（旧名・信英） - 男爵島津久賢養子[6]
- 五男 櫻井信雄 - 桜井忠胤娘・美知子の入夫[6]
- 六男 鹿園直治 - 鹿園博仲嗣[6]。妻の兄である鹿園博仲（林博太郎二男、男爵鹿園実博養子）の養子となり鹿園家を継承。
- 七男 米原信喜 - 米原五郎（大成火災海上保険重役）養子[6][9]
- 八男 久保田真宏 - 東京株式取引所取引員久保田正治養子[6][10]。長兄・五兄の岳父である桜井忠胤の長男・桜井忠養とは京大時代に茶道の会を設立した仲[11]。